# Léon Talou
Léon Talou est un homme politique français né le 15 août 1835 à Francoulès (Lot) et décédé le 11 janvier 1900 à Paris

## Biographie
Avoué à Cahors, il est un républicain opposant à l'Empire quand il est élu conseiller municipal de Cahors, en 1870. Il est conseiller général du canton de Saint-Géry de 1871 à 1874 puis de 1880 à  sa mort.
Il est élu député en 1889, contre le comte Murat, alors que le Lot était jusque-là un fief électoral de la famille Murat. Il est réélu en 1893. En 1897, il est élu sénateur. Dans les deux assemblées, il siège chez les radicaux.
Ernest Talou, son fils, a été secrétaire d'Émile Loubet au Ministère de l'Intérieur.

## Sources
- « Léon Talou », dans le Dictionnaire des parlementaires français (1889-1940), sous la direction de Jean Jolly, PUF, 1960 [détail de l’édition]